# Luis Victorino Carrizo
Luis Victorino Carrizo (Esquel, 1926) es un político argentino de la Unión Cívica Radical que se desempeñó como diputado provincial y como gobernador de la provincia de Santa Cruz entre 1960 y 1962.

## Biografía
Nació en 1926 en una estancia de Corinto, paraje cercano a Esquel, en el entonces Territorio Nacional del Chubut. Creció en Esquel y luego en la provincia de Santiago del Estero. Como técnico electromecánico y becado para estudiar geofísica, se unió a Yacimientos Petrolíferos Fiscales (YPF). Fue destinado a Santiago del Estero, Santa Fe, Formosa y finalmente al entonces Territorio Nacional de Santa Cruz, primero a Caleta Olivia y finalmente en Comandante Luis Piedrabuena.
Militante del radicalismo, en la década de 1940 llegó a formar parte de la Unión Cívica Radical Junta Renovadora. Más tarde, como miembro de la Unión Cívica Radical Intransigente (UCRI), en 1957 fue convencional constituyente en la convención que redactó la constitución de la nueva provincia de Santa Cruz. En las elecciones provinciales de 1958 (las primeras desde la provincialización de Santa Cruz), fue elegido legislador provincial. En la Cámara de Diputados de la Provincia de Santa Cruz fue elegido vicepresidente primero del cuerpo.
En octubre de 1960, el gobernador Mario Castulo Paradelo fue sometido a un juicio político. Además, en junio ya había sido removido el vicegobernador Miguel Madroñal por el mismo mecanismo. Con la destitución de Paradelo, y a falta de vicegobernador, a Carrizo (en su condición de vicepresidente primero de la Cámara de Diputados) le correspondió asumir como gobernador para finalizar el período constitucional iniciado en 1958.
En marzo de 1962, previo a las elecciones provinciales de marzo de ese año, el Tribunal Superior de Justicia provincial restituyó en el cargo a Paradelo por los errores de procedimiento en su destitución. No obstante, éste renunció al momento de reasumir el cargo, permitiendo que Carrizo finalizara el mandato. Sin embargo, al poco tiempo Carrizo fue destituido tras el golpe de Estado, que derrocó al presidente Arturo Frondizi y que anuló las elecciones provinciales, interviniendo la provincia.
Su gabinete estuvo conformado por miembros de la legislatura provincial. En su gestión, avanzó con la construcción de escuelas y de la red de caminos. Tras dejar la gobernación, continuó militando en la Unión Cívica Radical, pero sin ocupar cargos públicos, y se jubiló en YPF.
En 2017, fue reconocido por la Cámara de Diputados de Santa Cruz.